# Oritia
|  | Per a altres significats, vegeu «Oritia (amazona)». |

Segons la mitologia grega, Oritia (en grec antic: Ὠρείθυια) va ser una princesa atenesa, filla d'Erecteu, rei d'Atenes, i de la nimfa Praxítea.
En una ocasió, mentre jugava a la vora del riu Ilissos, va ser raptada pel Bòreas, que la convertí en la seua esposa, i d'aquesta unió varen néixer Càlais, Zetes, Clèopatra i Quíone.
Una altra tradició diu que Oritia era filla de Cècrops i esposa de Macèdon, a qui va donar un fill anomenat Europos.
Iconografia

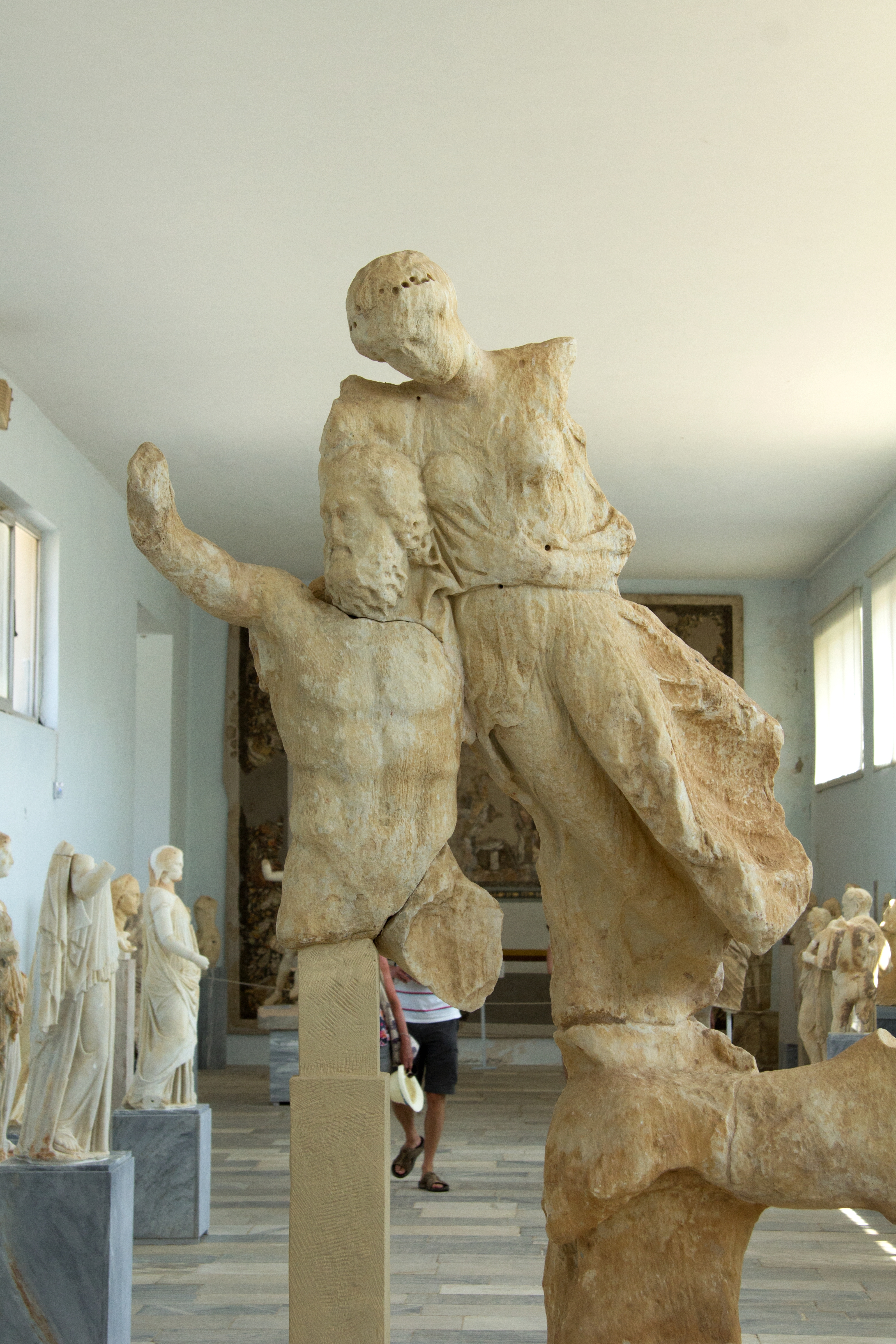
Conjunt escultòric de Bòreas raptant Oritia, procedent de l'acroteri central del temple dels atenesos a Delos, al Museu Arqueològic de Delos